# Рибосомний білок L27
Рибосомний білок L27 (англ. Ribosomal protein L27) – білок, який кодується геном RPL27, розташованим у людей на короткому плечі 17-ї хромосоми. Довжина поліпептидного ланцюга білка становить 136 амінокислот, а молекулярна маса — 15 798.
| 10         |  | 20         |  | 30         |  | 40         |  | 50         |
| ---------- |  | ---------- |  | ---------- |  | ---------- |  | ---------- |
| MGKFMKPGKV |  | VLVLAGRYSG |  | RKAVIVKNID |  | DGTSDRPYSH |  | ALVAGIDRYP |
| RKVTAAMGKK |  | KIAKRSKIKS |  | FVKVYNYNHL |  | MPTRYSVDIP |  | LDKTVVNKDV |
| FRDPALKRKA |  | RREAKVKFEE |  | RYKTGKNKWF |  | FQKLRF     |  |            |

A: Аланін

D: Аспарагінова кислота

E: Глутамінова кислота

F: Фенілаланін

G: Гліцин

H: Гістидин

I: Ізолейцин

K: Лізин

L: Лейцин

M: Метіонін

N: Аспарагін

P: Пролін

Q: Глутамін

R: Аргінін

S: Серин

T: Треонін

V: Валін

W: Триптофан

Цей білок за функціями належить до рибонуклеопротеїнів, рибосомних білків.